# Джерано
Джерано (итал. Gerano) — коммуна в Италии, располагается в регионе Лацио, в провинции Рим.
Население составляет 1217 человек (2008 г.), плотность населения составляет 121 чел./км². Занимает площадь 10 км². Почтовый индекс — 25. Телефонный код — 0774.
Покровительницей коммуны почитается святая мученица Анатолия, празднование 10 июля.

## Демография
Динамика населения:

## Администрация коммуны
- Официальный сайт: https://web.archive.org/web/20060902180440/http://www.comunedigerano.it/